# Loncoche
Loncoche este un oraș și comună din provincia Cautín, regiunea La Araucanía, Chile, cu o populație de 21.458 locuitori (2012) și o suprafață de 976,8 km2.